# Indigofera leptoclada
Indigofera leptoclada är en ärtväxtart som beskrevs av Hermann August Theodor Harms. Indigofera leptoclada ingår i släktet indigosläktet, och familjen ärtväxter. Inga underarter finns listade i Catalogue of Life.